# Бланшар, Жан-Пьер Франсуа
Жан-Пьер Франсуа Бланшар (фр. Jean Pierre François Blanchard; 4 июля 1753 — 7 марта 1809) — французский изобретатель, наиболее известен как пионер воздухоплавания.

## Биография
Жан-Пьер Франсуа Бланшар совершил свой первый успешный полёт на воздушном шаре 2 марта 1784 года в Париже, на заполненном водородом воздушном шаре на Марсовом поле.
Первый успешный пилотируемый полёт воздушного шара произошёл несколькими месяцами ранее, 21 ноября 1783 года, когда Пилатр де Розье и маркиз д’Арланд поднялись в воздух в Версальском дворце на привязанном воздушном шаре с оболочкой, наполненной горячим воздухом построенном братьями Монгольфье.
На шаре Бланшара были парус и два весла — ими по аналогии с кораблями Бланшар планировал управлять аппаратом. Полет едва не был сорван — перед отправлением, один из зрителей, Дюпон де Шамбон прыгнул в гондолу и, выхватив свою шпагу, заявил о своём желании подняться на шаре в обществе Бланшара. Чтобы его отогнать от шара, понадобилось применить силу. Бланшар пытался направить шар на северо-восток к Ля Вилетт, но воздушный шар был отнесён ветром через Сену к Бийанкуру, а затем вернулся назад, приземлившись на Рю де Севре. Бланшар сделал латинское выражение «Sic itur ad astra» своим девизом.
Ранние полёты воздушных шаров оказали огромное влияние на моду того периода, формы и изображения в стиле au ballon широко использовались, от керамики до головных уборов. Для одежды au ballon были характерны огромные рукава и округлённые юбки, а также изображения воздушных шаров. В моде были причёски à la montgolfier, au globe volant, au demi-ballon, или à la Blanchard.
Бланшар в августе 1784 года переехал в Лондон, где он совершил полёт вместе с Джоном Шелдоном 16 октября 1784 года, спустя всего несколько недель после первого полёта в Великобритании (и первого вне Франции), когда итальянец Винченцо Лунарди летел от Мурфилдса в Вар 15 сентября 1784 года. Механизмы управления воздушным шаром Бланшара — машущие крылья и ветряк — снова оказались неэффективными, но воздушный шар пролетел около 115 км от военной академии в Челси, приземлившись в Санбури, а затем поднявшись снова закончив полёт в Ромси.
Бланшар совершил второй полёт 30 ноября 1784 года вместе с американцем доктором Джоном Джеффрисом, от Редариум-гарден к западу от Гросвенор-сквера в Лондоне до Ингресса в Кенте.
Третий полёт, также совершённый с Джеффрисом, стал первым полётом через Ла-Манш; он продолжался 2½ часа, перелёт из Англии во Францию 7 января 1785 года проходил от Дуврского замка до Гина.
Бланшару был предоставлен крупный пансион от Людовика XVI. Пилатр де Розье совершил попытку пересечь Ла-Манш в противоположном направлении, однако полёт пришлось перенести из-за плохой погоды; он всё же отправился в полёт и погиб в июне того же года.
Бланшар совершил поездку по Европе с показательными полётами. Бланшар совершил первые полёты на воздушном шаре в Бельгии, Германии, Нидерландах, и Польше.
После изобретения современного парашюта в 1783 года Луи Себастьяном Ленорманом во Франции, в 1785 году Жан-Пьер Бланшар продемонстрировал его как средство безопасной эвакуации из воздушного шара. В то время как первые демонстрации парашюта Бланшара проводились с собакой, позднее предоставилась возможность испытать его самому, когда в 1793 году его воздушный шар взорвался и он использовал парашют для эвакуации. Последующее развитие парашюта было направлено на его компактность. В то время как ранние парашюты были сделаны из льняной ткани, натянутой на деревянный каркас, в конце 1790-х, Бланшар начал делать парашюты из свернутого шёлка, так как он был более прочен и имел меньший вес.
9 января 1793 года Бланшар совершил первый полёт воздушного шара в Северной Америке, из Филадельфии, Пенсильвания в Дептфорд, округ Глостер (Нью-Джерси). Среди свидетелей полёта в тот день были президент США Джордж Вашингтон и будущие президенты Джон Адамс, Томас Джефферсон, Джеймс Мэдисон, и Джеймс Монро. Бланшар покинул США в 1797 году.
В 1804 году он женился на Мэри Мадлен-Софи Арманте (более известной как Софи Бланшар).
20 февраля 1808 годa Бланшар перенёс сердечный приступ во время полёта на воздушном шаре в Гааге. Он упал с воздушного шара и умер один год спустя от серьёзных травм. Его вдова продолжала показательные полёты, пока также не погибла.
6 июля 1819 года Норидж Дафф, морской офицер, родившийся в Эдинбурге, путешествовавший в то время по Западной Европе, описывал её смерть так:

(...)приехал на большие празднества в садах Тиволи, где стал свидетелем весьма печального несчастного случая. Помимо прочих развлечений вечера мадам Бланшар должна была подняться над садом на воздушном шаре и на некоторой высоте зажечь фейерверк. Во время подъёма воздушный шар задел несколько деревьев, часть ракет полетела не в том направлении, в котором планировалось, и подожгла воздушный шар, [который] в результате разорвался на части, а бедная мадам Бланшар вместе с корзиной упала с высоты нескольких тысяч футов на крышу дома на Рю Прованс и, скатившись оттуда вниз, разбилась. Легко представить себе шок нескольких тысяч человек, собравшихся для забав и бывших в приподнятом расположении духа, на глазах которых всё это произошло. Все праздничные мероприятия были прекращены. Устроители праздника объявили, что все деньги, собранные за вход, будут переданы детям несчастной женщины. На входе в сад был организован сбор пожертвований семье погибшей.
Оригинальный текст (англ.)went to a Grand Fete at the Tivoli Gardens (Jardin de Tivoli, Paris) where [he] witnessed a most melancholy accident:  among other amusements for the evening Madame Blanchard was to ascend from the garden in a Balloon, and when a certain height in the air, to set off a display of fire works;  owing to the Balloon touching some trees as it ascended, from the people not allowing it to rise at once, a part of the fire works were deranged, and on their being let off, threw their fire upwards in place of downwards, set fire to the Balloon, [which] burst, and precipitated poor Madame Blanchard with her car, from the height of several thousand feet, into the Rue Provence, where she fell on top of a house and from there into the street where she was dashed to pieces.  The effect of so shocking an accident on the minds of several thousand people assembled for amusement, and in high spirits, may easily be imagined:  everything else was put a stop to, the proprietors gave notice that the admission money would be given to the poor woman's children, and ladies and gentlemen stood at the gate to receive subscriptions for her family'.

## Память
В 1991 г. Международный астрономический союз присвоил имя Жан-Пьера Бланшара кратеру на обратной стороне Луны.